# Balitora meridionalis
Balitora meridionalis е вид лъчеперка от семейство Balitoridae.

## Разпространение
Видът е разпространен в Тайланд.

## Описание
На дължина достигат до 8,2 cm.